# Consell General de la Dordonya

Logo del Consell General

El Consell General de la Dordonya (en occità Conselh Generau de Dordonha) és l'assemblea deliberant executiva del departament francès de la Dordonya, a la regió de la Nova Aquitània.
La seu es troba a Perigús i des de 1994 el president és Bernard Cazeau (PS).

## Antics presidents
- Gérard Fayolle (RPR) 1992-1994
- Bernard Bioulac (PS) 1982-1992
- Michel Manet (PS) 1979-1982
- Robert Lacoste (SFIO) 1949-1979
- Édouard Dupuy (SFIO) 1945-1949

## Composició
El març de 2008 el Consell General dels Dordonya era constituït per 50 elegits pels 50 cantons de la Dordonya.
| Partit                        | Sigles | Electes |
| ----------------------------- | ------ | ------- |
| Grup d'Esquerra (39 escons)   |        |         |
| Partit Socialista             | PS     | 30      |
| Partit Comunista              | PCF    | 5       |
| Partit Radical d'Esquerra     | PRG    | 1       |
| Divers Gauche                 | DVG    | 3       |
| Grup de Dretes (11 escons)    |        |         |
| Moviment Demòcrata            | MoDem  | 1       |
| Divers Droite                 | DVD    | 1       |
| Unió pel Moviment Popular     | UMP    | 9       |
| President del Consell General |        |         |
| Bernard Cazeau (PS)           |        |         |